# 지구 방위 기구
유엔 지구 방위 기구(United Nations Global Defense Initiative, UNGDI 혹은 GDI)는 웨스트우드 스튜디오가 만든 실시간 전략 게임 커맨드 앤 컨커에 등장하는 가상의 군사 기구로, 유엔의 군사 분과이다. GDI는 선진국들의 비밀 군사동맹으로부터 시작되었는데, 유엔은 GDI를 타이베리움의 증식에 대해 논의할 국제적인 조직과 노드 형제단의 영향에 맞서기 위해서, GDI를 유엔 안전보장이사회의 행정 분과로 만들었다.

## 역사적 개관

### 기원
지구 방위기구, 혹은 GDI는 초기에는 에코 작전: 블랙 옵스 9(Operations Group Echo: Black Ops 9)의 하위 조직으로 암암리에 운영되던 다국적 특수부대였다. GDI에 대한 구상은 제1차 공산화 전쟁 시기때, 연합군측을 대신한 유엔 안전보장이사회에 의해 처음으로 제기되었다., 그리고 제1차 공산화 전쟁 직후, 안전보장이사회의 국가들은 전문적으로 전지구상의 평화를 유지시킬 부대를 만들게 된다. 이 부대는 지역 소수민족 분규에서부터 전 세계에 걸친 지방화된 군부 갈등을 해결하기 위한 군사적,정치적 수단으로 무장되었고, 이 부대의 지향점은 어떠한 신생 대립상황도 세계적 혹은 대륙적 수준의 비상사태의 재발로 가속되는 것을 막기 위한 것이었다. O.G.E.: B.O.9라고 불린 이 부대는 몇 년 동안 조용히 물밑에서 활동해 왔지만, 이런 조직이 존재한다는 루머가 차츰차츰 일반인들의 의식에 뿌리내리게 되자, 안전보장 이사회에서는 이 조직에 대한 것을 대중 매체에 알렸다. 이 사건과 함께 타이베리움이라는 신비로우면서도 위험한 광물이 전 세계로 퍼져나가게 되고, 또한 전 세계적으로 노드 형제단의 조직이 커저감에 따라 안보리에서는 이 조직을 개편&확장하게 되었고, 1995년 10월 12일 유엔에서는 유엔 지구 방위 조례를 제정, GDI가 만들어지게 되었다.
처음 GDI의 최고 지휘관은 미국출신 육군 준장인 마크 셰퍼드가 맡게 되었다.

### 첫 번째 타이베리움 전쟁 (타이베리안 돈)
첫 번째 타이베리움 전쟁동안 GDI는 노드군과 맞붙어 싸웠다. 결국, 노드군은 GDI군이 비아위스토크(Bialystok)의 모든 시민들을 죽였다고 선전함으로써, GDI에 대한 허위정보를 방송하였다(게임에서는 Byelistok라고 적혀 있으며, 아이러니하게, GDI의 미션중에는 이 마을의 주민들을 노드 군으로부터 보호하는 미션이 있다.) 그레그 버데트의 허위 뉴스 시리즈를 통해서는, GDI의 군대가 노드군에게 빠른 속도로 영토를 내어주고 있다고 방송하였다. 이것이 정점에 이르렀을 때, 유엔은 대중적 반대에 부딪혀 GDI의 자금공급을 중단하였다. 노드는 전 세계에 퍼져있는 GDI기지를 공격하였고, GDI가 그들의 속임수에 대해서 엄청나게 흔들리고 있다는 걸 믿고 있었다.
노드의 미디어 선전이 끝난후, 유엔은 GDI에 대한 자금 지원 중단이 노드의 지도자인 케인을 속이는 행위라고 꾸며내었다. 이 계획은 성공하였고, 또한 노드군은 GDI의 요새가 매우 강력하다는 것을 알게 되었다. 그 뒤로 많은 전투에서 GDI는 승리하게 되었다. 2년의 전투가 더 지속되고, 그동안 GDI군은 사라예보 근방에 있는 "노드의 신전"(Temple of Nod)라고 불리는 노드의 전 세계적 본부를 알게 되었다. 3일간의 전투가 GDI군과 노드 최정예군과 맞붙게 되었고, 노드군은 궤멸하게 되었다. 그리고 GDI는 그들의 진보된 무기 - 지구 궤도에서 발사하는 이온 캐논 - 을 발사하였다. 노드의 신전은 부서졌고, 케인은 죽은 걸로 판명났다. 그리고 노드는 궤멸하여, 제1차 타이베리움 전쟁은 끝나게 되었다.

### 두 번째 타이베리움 전쟁 (타이베리안 선)
첫 번째 타이베리움 전쟁에서 노드를 무찌른 GDI는 전쟁후에 타이베리움에 대한 지식과, GDI기술보다 향상된 노드의 타이베리움 기술을 자기 것으로 만들었다. GDI군은 케인의 시체를 발견하지 못하였고, 지하에서는 케인이 살아 있다는 루머가 지속되었다. 2030년 9월 2일, 전 세계의 GDI 기지들이 노드군의 강력한 공격을 받음으로써, 폭풍전야는 깨졌다. GDI의 우주 기지인 필라델피아에서, 노드는 케인의 사후에 분열되었다고 생각했었는데, 그들이 생각지도 못한 일이 일어났던 것이다.
그때 GDI의 통신 시스템이 노드에 의해 해킹당하여, 필라델피아안에서 케인의 육성과 함께, 자신이 부활하였고, 그의 부활에 따른 국제 정치와 군사적 행위에 대해 선언하였다. GDI 전체에 비상령이 떨어지고, 제임스 솔로몬 장군은 마이클 맥닐 중령에게 노드의 공격을 막아내는 임무를 맡긴다. 이렇게 해서 제2차 타이베리움 전쟁이 시작되게 되었다.
제2차 타이베리움 전쟁의 마지막 전투는 카이로에서 벌어졌는데, GDI 군은 다시 노드의 중심부인 케인의 피라미드와 다시 지은 신전을 공격하게 되었다. 맥닐과 케인은 1대 1로 싸웠고, 케인이 철난간에 찔려 죽음으로 끝나게 되었다. GDI는 그 후 잠재적으로 지구에서의 타이베리움의 출몰을 막을 수 있는 테시더스를 지키게 된다. 커맨드 앤 컨커 줄거리에 들어가지 않는 노드 엔딩에서는 케인이 필라델피아에 ICBM을 발사하며, 케인은 지구에 있는 모든 탄소기반 생명체를 타이베리움 기반 생명체로 변환시키는 미사일을 발사하게 된다.

#### 전쟁 직후 (타이베리안 선: 파이어스톰)
케인의 두 번째 죽음 후에, 타이베리움 돌연변이의 단체인 포가튼의 지도자인 트라토스가 그의 지식으로 타이베리움 돌연변이에 대항하는 백신을 만들어서, 우마곤에게 실험하게 된다. 이 백신은 치료에 쓸모없거나, 심지어 인간화될 수 있는 것으로 기대되었지만, 그 백신은 타이베리움 돌연변이를 촉진시키는 것으로 드러났다. 시간은 점차 빨리 흘러, 타이베리움에 의해 인류의 삶이 위협받게 되자, GDI는 그들의 자원을 총 동원하여, 노드가 가지고 있던 테시더스를 해석하려고 한다. 트라토스는 노드에게 죽임을 당하고, GDI는 테시더스를 해석할 수 있는 또 다른 존재라 여겨지는 노드의 인공지능 컴퓨터인 CABAL(Computer Assisted Biologically Augmented Lifeform)을 가동하게 된다. GDI가 테시더스의 마지막 조각을 찾아, 테시더스를 복구하려고 할 때, CABAL은 갑자기 GDI와 노드에게 자신이 독립적이면서, 생각할 수 있다는 것을 드러낸다. CABAL의 세력이 점점 커져감에 따라, GDI는 노드와 동맹을 맺게 된다. 결국 두 군대는 CABAL의 사이보그 공장과, 자원줄을 막게 된다. 이 작전은 성공하게 되어, GDI와 노드는 배반한 인공지능 시스템의 중심부를 향해 최후의 공격을 퍼붓게 된다.
CABAL이 정지되고 나서, GDI 연구진들은 테시더스에서 얻은 정보에서 타이베리움의 확장으로부터 지구를 관리하는 기술을 발전시켰다. 이 기술로 제3차 타이베리움 전쟁에서 타이베리움을 분자 단계에서 없애버리는 음파 기술을 이끌어내게 되었다. 그리고, 테시더스는 이 기술을 전함과 동시에 또한 미래에 있을 외계인의 침략을 같이 전하였다.

### 세 번째 타이베리움 전쟁 (타이베리움 워)
두 번째 타이베리움 전쟁이 끝난후 17년동안, GDI는 테시더스를 손에 넣은후 많은 변화를 나타내었다. 첫째로 GDI는 군사비를 대폭 삭감하여, 세계에 퍼져있는 GDI의 기지중 60%를 폐쇄하였고, 제2차 타이베리움 전쟁때 사용하던 워커의 대부분을 좀 더 전통적이면서도 향상된 무기로 바꾸었다. 타이베리움의 확장으로 GDI의 회원국이던 많은 독립국가들은 붕괴되었고, GDI가 보호하고 있는 지역만 남아, 점차적으로 GDI는 군사적으로나 행정적, 정치적인 통합을 하게 되었다.
2047년 타이베리움은 지구를 거의 뒤덮었고, GDI는 지구를 3가지 구분으로 불렀다. 첫 번째로, 세계의 30%는 레드존으로, 이 지역은 사람이 생존할 수 없는 - 혹은 탄소 기반 생명체가 살아갈수 없는 - 환경을 가지고 있었다. 두 번째로, 세계의 50%는 옐로 존으로, 레드존보단 덜 위험한 지역으로, 전 세계인구의 대부분이 살고 있는 지역이다. 이 지역은 전쟁과 반란으로 문명이 붕괴하였고, 노드는 이 지역에 넓은 기반을 지니고 있는 지역이다. 그리고 맨 마지막 20%는 타이베리움의 공격으로부터 자유로운 곳으로, 블루존이라고 불렸으며, 인류의 마지막 희망이라고 불릴수 있는 곳이며, GDI의 보호를 받고 있다.
2047년 노드는 선제공격으로 GDI의 궤도 위성 기지인 필라델피아를 향해 핵미사일을 발사하고, GDI에 대한 총공격을 감행한다. GDI는 처음엔 우왕자왕하다, 전세를 가다듬고 노드군을 공격하기 시작한다. GDI는 이집트에 있던 노드의 화학무기 공장을 공격하면서, 액화타이베리움에 대한 정보를 얻게 된다. 그 후 GDI는 계속 노드를 밀어 붙여 사라예보에 다시 지어놓은 노드의 최고사원에 도달하게 된다. 최고사원 앞에서, GDI 의 지도자인 레드몬드 보일의 명령에 의해 이온캐논을 최고사원으로 발사하게 된다. 그리고 사원 밑에 숨겨져 있던 액화타이베리움이 폭발하는 사고가 발생하게 된다. 액화타이베리움 폭발을 감지한 외계인 종족인 스크린은 지구를 공격하게 되고, GDI는 블루존을 공격한 스크린을 공격하게 된다. GDI는 스크린이 레드존에 타워라 불리는 이상한 건축물을 짓는 것을 건설되는 즉시 부수었다. 그 후 GDI는 이탈리아 티베리강 기슭에 위치한 스크린의 컨트롤 노드를 부수게 됨으로써 외계인의 공격을 무산시켰다.

## 공식적 기록
- 설립: 유엔 지구 방위 조약(UNGDA)에 의거, 1995년 10월 12일 지구 방위 기구 창설.

- 명령: 유엔 헌장이 윤곽을 잡고 있는 이상을 뒷받침하는 유엔 지구 방위 조례를 집행.

- 지휘 기지:
  - 제1차 타이베리움 전쟁시기: 기밀 장소에 있는 유엔 군사 지휘소
  - 제2차 타이베리움 전쟁시기: 우주정거장 필라델피아
    - 당시 타이베리움의 통제가 매우 어려워서 전 지구가 오염된 상황이었다.
    - 파이어스톰 위기 시기에는 남십자성 기지에서 지휘하였다. 당시 필라델피아와 통신이 두절된 상황이었기 때문이다.

  - 제3차 타이베리움 전쟁시기: 미국 국방성 펜타곤(B-1)
    - 제3차 타이베리움 전쟁 발발직전, Nod는 핵미사일로 우주정거장 필라델피아를 파괴하였다.

- 군사적 영향력: 통계적인 면에서의 장비및 군사는 기밀사항에 속함. 공식적인 군사적 영향력은 UNGDA안의 5조 3A항 12절에 의거하고 있다.

- 경제적 영향력: 유엔, 각 국의 정부, 공공기구 그리고 사 기업들에게서 자금지원 받음.

- 정치적 영향력: 적용 불가능. UNGDA의 요소안의 활동과, UNGDA의 활동을 유엔 안전보장이사회가 재검토함.

- 가맹: 유엔(지도적 역할), G8 회원국들(최초 설립국가들, 기본적으로 제1차 타이베리움 전쟁때 관계됨), 다른 제1세계 국가와, 이전 제2세계국가들과 개발도상국 (제1차 타이베리움 전쟁후에 가입)

## 수뇌부
군사 
- 제1차 타이베리움 전쟁: 마크 제미슨 셰퍼드 육군 준장 (육군 중장으로 연기).

- 제2차 타이베리움 전쟁: 제임스 솔로몬 육군 대장 , 마이크 맥닐 대령

파이어스톰 위기: 폴 코르테즈 육군 중장
- 제3차 타이베리움 전쟁: 잭 그레인저 육군 중장

 관료 
- 제1차 타이베리움 전쟁 중:

유엔 방위성 찰스 오베르티 박사
GDI 과학자 이그나티오 모비우스 박사.
- 제3차 타이베리움 전쟁 중: 재무 국장 레드먼드 보일 (필라델피아 사태후 GDI 실무국장).

## 같이 보기
- 커맨드 앤 컨커: 타이베리안 시리즈
- 커맨드 앤 컨커: 적색 경보

## 더 읽어 볼것
- A comprehensive resource outlining the storyline behind the Global Defense Initiative